# Anii 10 î.Hr.
Secole: Secolul al II-lea î.Hr. - Secolul I î.Hr. - Secolul I
Decenii: Anii 60 î.Hr. Anii 50 î.Hr. Anii 40 î.Hr. Anii 30 î.Hr. Anii 20 î.Hr. - Anii 10 î.Hr. - Anii 0 î.Hr. Anii 0 Anii 10 Anii 20 Anii 30
Anii: 20 î.Hr. | 19 î.Hr. | 18 î.Hr. | 17 î.Hr. | 16 î.Hr. | 15 î.Hr. | 14 î.Hr. | 13 î.Hr. | 12 î.Hr. | 11 î.Hr. | 10 î.Hr.
Evenimente